# Милутин Живковић (историчар)
Милутин Живковић (Краљево, 13. мај 1986) српски је историчар, доктор историјских наука и научни сарадник Институту за савремену историју у Београду.

## Биографија
Рођен је 13. маја 1986. године у Краљеву, где је завршио основну и средњу школу. Студије историје је завршио 2010. године на Катедри за историју Југославије Одељења за историју Филозофског факултета Универзитета у Београду.
Докторску дисертацију под називом „Санџак 1941–1943“ одбранио је у децембру 2017. године на истом факултету, а ментор му је био академик Љубодраг Димић. Током студија је био стипендиста Града Краљева и Министарства за омладину и спорт Владе Републике Србије.
На Институту за српску културу запослен је од 2011. године и ту је прошао сва научна звања, од истраживача приправника, истраживача сарадника до научног сарадника. Сарадник је Српског биографског речника од 2018. године. Од 2019. године је запослен као научни сарадник у Институту за савремену историју.

### Монографије
- НДХ у Србији: Усташки режим у Прибоју, Пријепољу, Новој Вароши и Сјеници (април-септембар 1941), Друштво историчара Србије „Стојан Новаковић“, 2018;
- Између Велике Албаније и окупиране Србије: Нови Пазар, Тутин и Ибарски Колашин (1941-1944), Институт за српску културу, 2018;
- Стара Рашка под италијанском окупацијом 1941-1943, Институт за савремену историју - Catena Mundi, 2020.